# Zyprischer Fußballpokal 1950/51
Der Zyprische Fußballpokal 1950/51 war die 14. Austragung des zyprischen Pokalwettbewerbs. Er wurde vom zyprischen Fußballverband ausgetragen. Das Finale fand zunächst am 18. Februar 1951 im GSP-Stadion von Nikosia statt, musste aber aufgrund von Regen in der Anfangsphase beim Stand von 0:0 abgebrochen werden und am 25. Februar 1951 an gleicher Stelle neu angesetzt werden.
Pokalsieger wurde APOEL Nikosia. Das Team setzte sich im Finale gegen Titelverteidiger EPA Larnaka durch. 
Alle Begegnungen wurden in einem Spiel ausgetragen. Bei unentschiedenem Ausgang wurde das Spiel um zweimal 15 Minuten verlängert. Stand danach kein Sieger fest, folgte ein Wiederholungsspiel auf des Gegners Platz.

## Teilnehmer
| First Division (8)                                                 | First Division (8)                                                         |
| ------------------------------------------------------------------ | -------------------------------------------------------------------------- |
| - Anorthosis Famagusta - EPA Larnaka - AEL Limassol - AYMA Nikosia | - APOEL Nikosia - Çetinkaya TSK - Olympiakos Nikosia - Pezoporikos Larnaka |

## Viertelfinale
Die Spiele fanden am 14. Januar 1951 statt.
|                      | Ergebnis |                     |
| -------------------- | -------- | ------------------- |
| Anorthosis Famagusta | 1:0      | EPA Larnaka         |
| Çetinkaya TSK        | 2:5      | EPA Larnaka         |
| Olympiakos Nikosia   | 2:1      | AYMA Nikosia        |
| APOEL Nikosia        | 2:1      | Pezoporikos Larnaka |

## Halbfinale
|                      | Ergebnis |               |
| -------------------- | -------- | ------------- |
| Anorthosis Famagusta | 2:3      | EPA Larnaka   |
| Olympiakos Nikosia   | 0:1      | APOEL Nikosia |

## Finale
Das Finale fand ursprünglich am 18. Februar statt, musste aber aufgrund von Regen in der Anfangsphase beim Stand von 0:0 abgebrochen werden und eine Woche später an gleicher Stelle neu angesetzt werden.
| Paarung        | APOEL Nikosia – EPA Larnaka |
| Ergebnis       | 7:0 (2:0) |
| Datum          | 25. Februar 1951 |
| Stadion        | GSP-Stadion, Nikosia |
| Schiedsrichter | Faik Mouftizate |
| Tore           | 1:0 Erodotos Georgiades (22.) 2:0 Mikis Ioannides (35.) 3:0 Giorgos Savvas „Kotsios“ (51.) 4:0 Andreas Pavlou „Keremezos“ (59.) 5:0 Andreas Stavrinides „Siantris“ (67.) 6:0 Andreas Stavrinides „Siantris“ (69.) 7:0 Andreas Pavlou „Keremezos“ (83.)              |
| APOEL Nikosia  | Lellos Geogriades – Andreas Papapetrou „Papas“, Likourgos Archontides – Loizos Pantelides, Andreas Lazarides, Giorgos Savvas „Kotsios“ – Erodotos Georgiades, Takis Sokratous „Zetas“, Andreas Pavlou „Keremezos“, Andreas Stavrinides „Siantris“, Mikis Ioannides. |
| EPA Larnaka    | Stavros Spirou „Mavros“ – Pepien Stamboulian, Takis Christodoulides – Dervis Patounas „Arap“, Kostas Pirgos, Kostakis Mamas – Frixos Thalassetis, Aram Terzian, Andreas Drousiotis, Alexis Papakonstantinou, Aram Tsatirtsian.                                      |